# 曼寧斯鎮區 (北卡羅萊納州納什縣)
曼寧斯鎮區（英語：Mannings Township）是位於美國北卡羅萊納州納什縣的一個鎮區。

## 地方資料
曼寧斯鎮區的面積為161.09平方千米，皆為陸地。根據2020年美國人口普查的數據，當地共有人口5280人，而人口密度為每平方千米32.78人。